# Gojūon

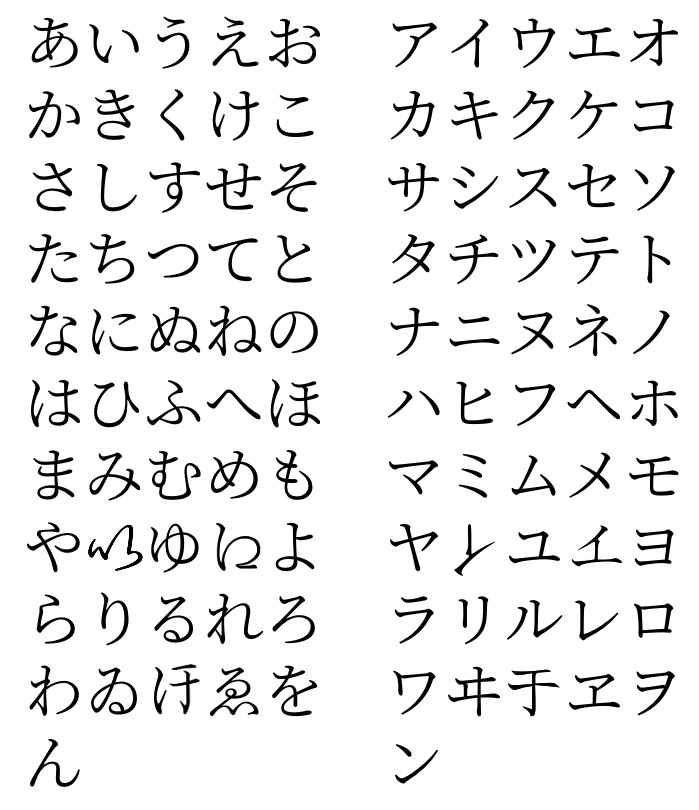
Images du tableau du syllabaire japonais par hiragana et katakana.

Le gojūon (五十音) est le syllabaire double de la langue japonaise qui indique l'ordre des kanas (hiraganas et katakanas). Gojūon signifie littéralement « cinquante (Gojū (五十)) sons (on (音)) », bien que le syllabaire, sous la forme d'un tableau 5 x 10 + 1, n'en comporte que 48 dont deux sont obsolètes (ils ne sont plus utilisés qu'à but esthétique).
Le gojūon contient tous les kanas de base mais n'inclut pas : 
- les versions de kana avec un dakuten ou un handakuten tels que が ou ぱ ;
- les kanas miniatures tels que っ ou ょ ;
- les formes composées de plusieurs caractères dont les yōon (telles que きょ ou しゃ).

Il est indispensable d'utiliser trois écritures pour écrire le japonais : les syllabaires hiragana et katakana ainsi que les kanjis (idéogrammes issus du chinois).
L'ordre du gojūon est également l'ordre de classement des mots dans le dictionnaire. L'ordre iroha est aussi parfois utilisé, alors que pour les kanjis, on utilise l'ordre des radicaux.

## Histoire
Le gojūon aurait été créé entre les années 1004 et 1028. L'ordre des consonnes du gojūon est inspiré de l'ordre des consonnes du sanskrit. L'iroha daterait lui de 1079.

## Tableau
Ce tableau utilise le tategaki et le yokogaki qui sont les systèmes d'écriture verticale japonais. Il doit donc être lu verticalement de la droite vers la gauche. Pour chaque cellule, le premier caractère est un hiragana, le deuxième est le katakana correspondant, le troisième est le rōmaji (selon la méthode Hepburn) correspondant au kana, et le quatrième est la prononciation selon l'alphabet phonétique international (API).
| ん ン n1 | わ ワ wa ɰa   | ら ラ ra ɾa  | や ヤ ya ja  | ま マ ma     | は ハ ha     | な ナ na     | た タ ta     | さ サ sa     | か カ ka     | あ ア a    | voyelle 'a' |
| ん ン n1 | ゐ2 ヰ wi ɰi  | り リ ri ɾi  |              | み ミ mi     | ひ ヒ hi     | に ニ ni     | ち チ chi ʨi | し シ shi ɕi | き キ ki     | い イ i    | voyelle 'i' |
| ん ン n1 |               | る ル ru ɾɯ  | ゆ ユ yu jɯ  | む ム mu mɯ  | ふ フ fu ɸɯ  | ぬ ヌ nu nɯ  | つ ツ tsu ʦɯ | す ス su sɯ  | く ク ku kɯ  | う ウ u ɯ  | voyelle 'u' |
| ん ン n1 | ゑ2 ヱ we ɰe3 | れ レ re ɾe3 |              | め メ me 3   | へ ヘ he 3   | ね ネ ne 3   | て テ te 3   | せ セ se 3   | け ケ ke 3   | え エ e 3  | voyelle 'e' |
| ん ン n1 | を ヲ wo ɰɔ4  | ろ ロ ro ɾɔ4 | よ ヨ yo jɔ4 | も モ mo mɔ4 | ほ ホ ho hɔ4 | の ノ no nɔ4 | と ト to tɔ4 | そ ソ so sɔ4 | こ コ ko kɔ4 | お オ o ɔ4 | voyelle 'o' |

1. La prononciation du "n" varie selon ce qu'il précède. Ainsi il se prononce [m] devant "p" ou "b", ou encore [ŋ] devant "g".
2. Ces kanas ne sont plus utilisés qu'à des fins esthétiques hors du langage courant.
3. On utilise indistinctement les sons [e] et [ɛ] en japonais où on les considère comme équivalents, même si: - on préfèrera spontanément l'emploi de [e] dans les syllabes ouvertes (qui se terminent par la voyelle) comme dans "めがね" [megane] (lunettes); - on préfèrera employer [ɛ] dans les voyelles fermées (se terminant par une consonne) comme dans "てんぷら" [tɛmpɯɺa] (tempura).
4. Le son [ɔ] deviendra [o] si la syllabe qui le contient est suivie par un kana "u", comme dans "とうきょう (東京)" [tokio] (Tōkyō) ou "きょうと(京都)" [Kyotɔ] (Kyōto).

- Kana Tableau (PDF)